# Hône
Hône (pron. /on/  - Ouna in patois valdostano, Vión-a in patois hônois, Ounu in töitschu) è un comune italiano di 1 152 abitanti della Valle d'Aosta.
È l'unico comune italiano ad iniziare con la lettera H.

## Geografia fisica

Hône si trova alla confluenza tra la Dora Baltea (valle centrale) e il torrente Ayasse (valle di Champorcher).

### Territorio

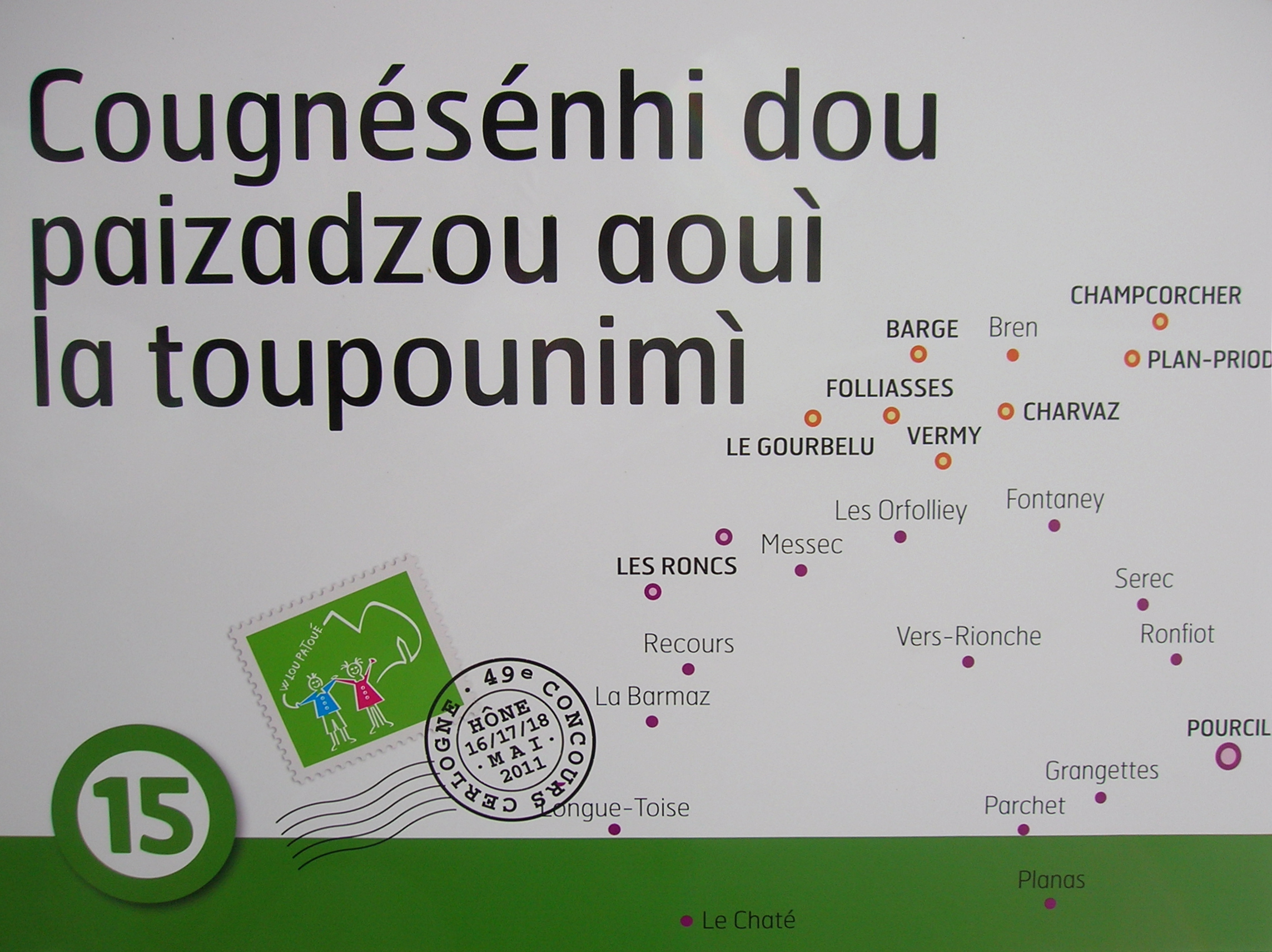
Cartello in patois che illustra i villaggi di Hône, creato per il Concours Cerlogne 2011.

Il comune di Hône si colloca al limite orientale della piana di Arnad, nella bassa Valle d'Aosta. Il territorio comunale si estende a ovest della Dora Baltea, all'imbocco della valle di Champorcher, ed è delimitato a sud dal torrente Ayasse, alla confluenza con la Dora Baltea, e dalla chiusa di Bard. Il borgo si trova in una zona pianeggiante, ma è circondato dalle montagne: le frazioni sono sparse sui pendii e il borgo è dominato dal forte di Bard.
- Classificazione sismica: zona 4 (sismicità molto bassa)[8]

## Storia

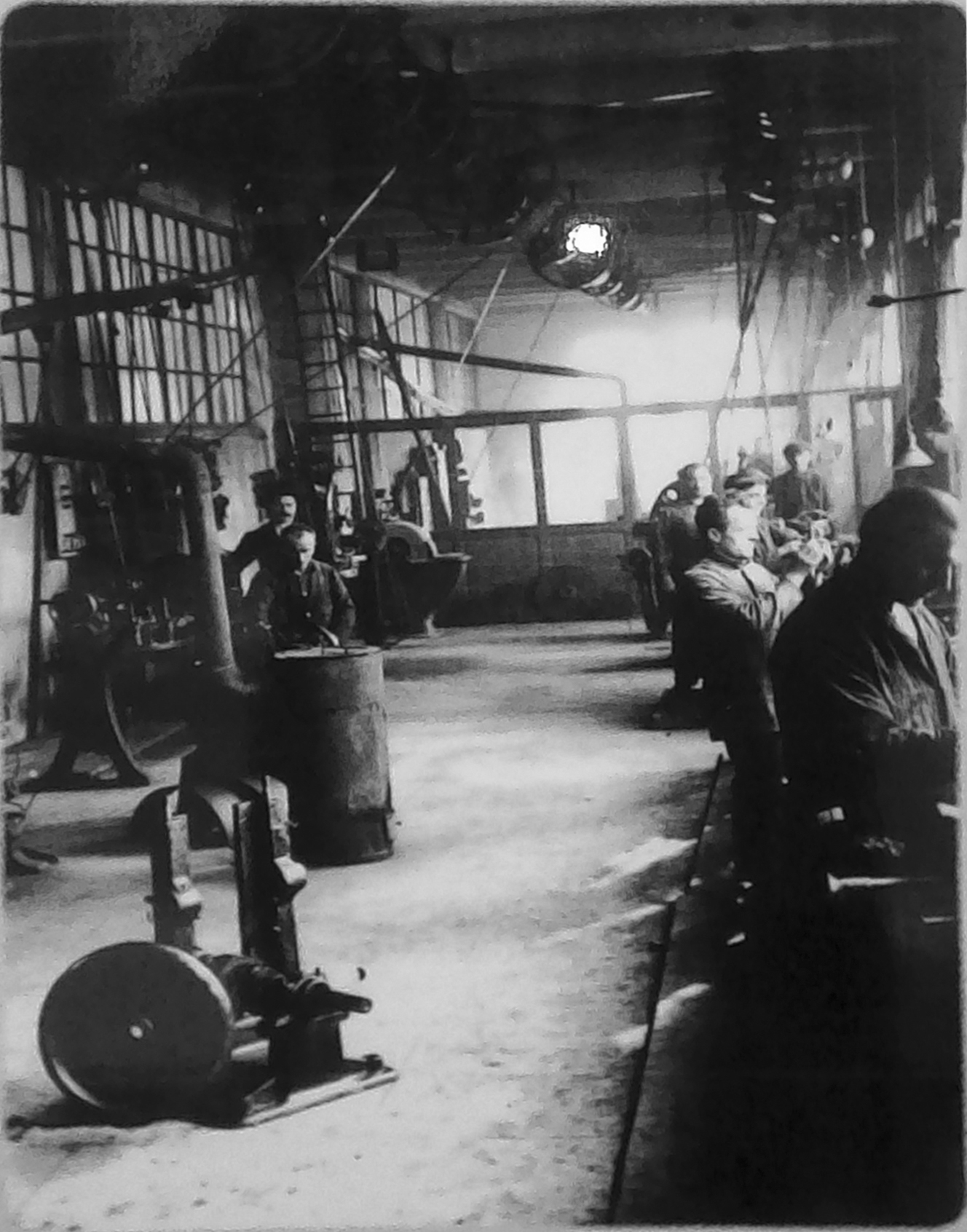
Operai al lavoro nella fabrique des clous (fabbrica dei chiodi), nel 1905.

### Preistoria
La presenza di pietre coppellate (pietre scavate utilizzate per riti religiosi e propiziatori) e di balme (rifugi scavati nella roccia), testimoniano che questo luogo era già abitato durante l'Età del bronzo e del ferro.
Nel 2015 è stato indagato il sito a valle del cimitero comunale di Hône, nei pressi della chiesa parrocchiale di San Giorgio, che presenta rioccupazioni successive databili tra l'Età del Ferro e l'epoca romana. Gli scavi hanno portato alla luce frammenti di ceramica di epoca protostorica.

### Medioevo
Durante il Medioevo, Hône fece parte dei domini della Signoria di Bard, vassalli dei Vallaise e dei Savoia.
Nel territorio del comune ed all'interno del centro storico passa il percorso della Via Francigena valdostana, proveniente da Verrès ed Arnad e diretto successivamente verso Bard e Donnas, dopo l'attraversamento del ponte sulla Dora Baltea.

### Epoca contemporanea
Hône è stato uno dei primi centri della metallurgia in Valle d'Aosta. Il massimo sviluppo di questa vocazione si registrò all'inizio del XX secolo, con la creazione della Fabrique des clous (= "fabbrica dei chiodi", in francese), fondata dal tedesco Jacob Gossweiler, che svolse un ruolo fondamentale durante la prima guerra mondiale per la fabbricazione delle calzature dei soldati.
In epoca fascista, il comune fu accorpato a quello di Bard.

### Simboli
Lo stemma del Comune di Hône è stato concesso con decreto del Presidente della Giunta Regionale n. 343 del 9 giugno 2004.
Vi è raffigurato san Giorgio, il patrono della parrocchia di Hône. Il capo è diviso in due: da un lato si trova il blasone dei nobili Marelli, originari di Maglione, in Canavese, che nel 1684 ricevettero il titolo di conti di Hône; dall'altro, su un campo di nero, il marchio della fabbrica di chiodi Gossweiler, a ricordare la moderna industrializzazione del territorio, erede della tradizione metallurgica locale risalente al Medioevo.
Il gonfalone è un drappo di azzurro.

## Monumenti e luoghi d'interesse
Nel centro del paese sorge il Palazzo Marelli, definito dal de Tillier « Château à la moderne en forme de palais ». Lou Palah, in patois, viene costruito dal Generale Giovali Pietro Marelli dopo aver acquistato la signoria di Hône e Vert, nel XVII secolo. L'edificio, su cui sono stati fatti numerosi interventi successivi, mostra ben poco del palazzo originale.
A pochi passi a nord-est del palazzo Marelli si ritrova la chiesa di San Giorgio, dall'alto campanile, affiancata dalla tribuna del banditore pubblico del XVI secolo.
Nel borgo si conservano alcune tracce di epoca medievale, tra cui una caditoia in via Ronc, visibile dalla stazione ferroviaria.

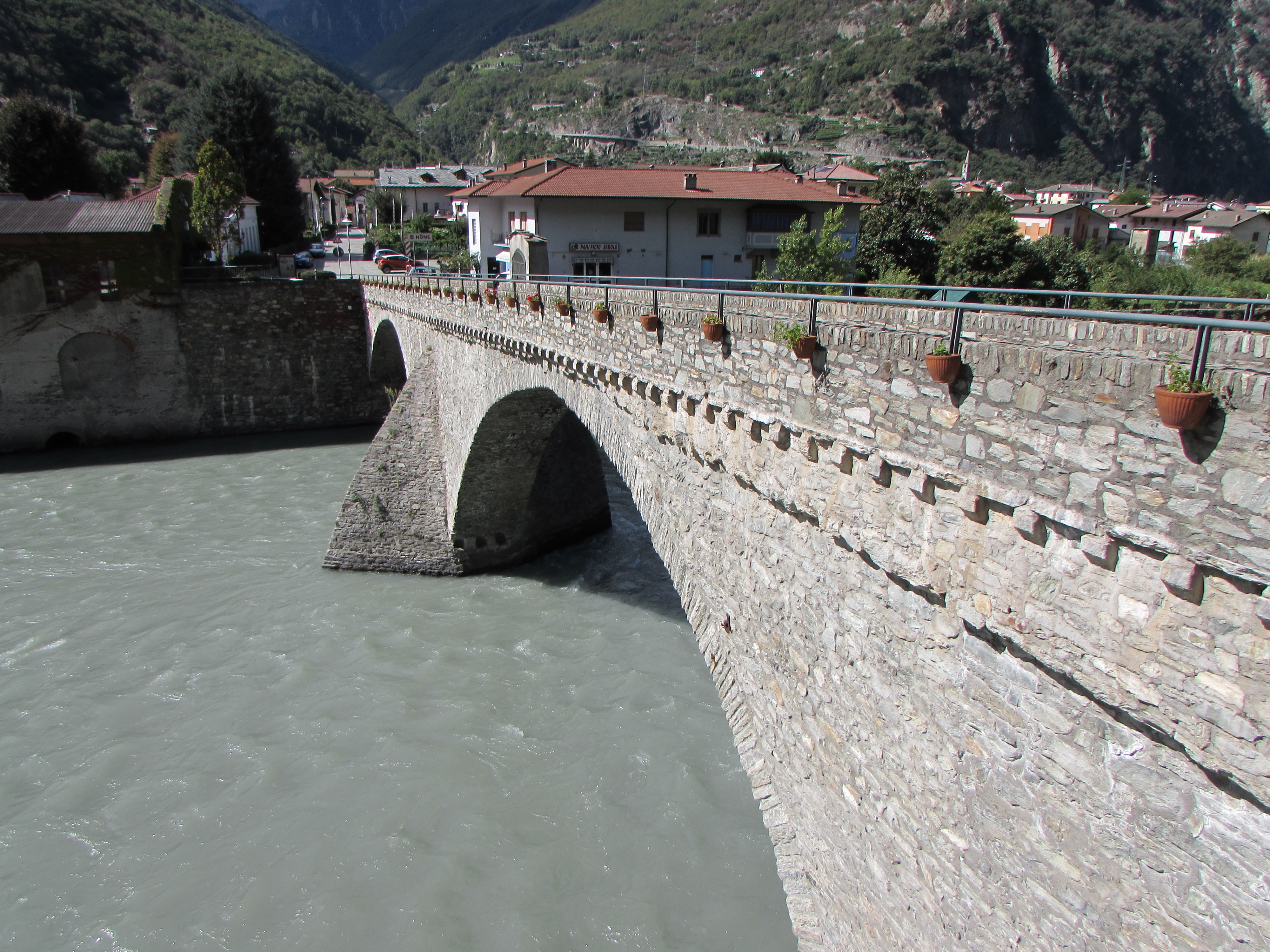
Ponte sulla Dora Baltea

Il ponte sulla Dora (conosciuto anche come Ponte di Bard o Ponte di Hône) è già attestato nel 1272, ma la struttura attuale deriva dalla ricostruzione ottocentesca. Questo importante snodo commerciale, sulla via delle Gallie e sulla via Francigena poi, legava Bard alla zona industriale di Hône detta "La Diana", così indicata nel Catasto Sardo del 1771. Oggi "la Diana" è il quartiere che ospita la stazione. Nei pressi del passaggio a livello si trova il Palazzo Simonis, residenza e fattoria del conte Jean-Jacques Nicole de Bard e poi del conte Georges Simonis, entrambi imprenditori.
Negli anni di maggiore attività, ai lati della Dora sorgevano numerosi mulini ad acqua, una fucina per la lavorazione dei metalli provenienti dalle miniere di ferro di Roncs-Dessus e Champorcher e a destra del ponte la prolifica fabbrica di chiodi fondata nel 1902 dall'ingegnere svizzero Hans Jacob Gossweiler (1852–1917). Nei pressi della fabbrica è la villa del cavaliere e podestà Armando Bersan (1928-1938), successore di Gossweiler. Proprio nella Villa Bersan, il 28 aprile 1945, il comandante tedesco occupante il forte di Bard firmò la resa davanti ad una trionfante partigiana di Hône, Erminia Colliard (nome di battaglia Ambra).
Da Hône partono vari percorsi per raggiungere dei punti panoramici, come il belvedere di Pourcil e la Serra di Biel.
Degne di nota le goye di Hône, lungo il sentiero degli orridi, percorso che attraversa i comuni di Pontboset (Orrido di Ratus), Champorcher (Gouilles du Pourtset), Fontainemore (Gouffre de Guillemore) e Hône.

## Società

### Evoluzione demografica
Abitanti censiti

## Cultura

### Biblioteche
In via Émile Chanoux 71 ha sede la biblioteca comunale "Le Moulin d'or", fondata nel 1983. La sede attuale è in uso solamente dal 1997: negli anni precedenti infatti la biblioteca era collocata all'ultimo piano dell'edificio che ospita gli uffici comunali. Offre due personal computer ed una connessione wi-fi gratuita. Al 2016 contava su oltre 15.000 volumi, oltre che su un'ampia collezione di DVD, CD-Rom, musicassette e dischi.

### Lingue e dialetti
Come nel resto della regione, anche in questo comune è diffuso il patois valdostano. Inoltre, in virtù della vicinanza geografica e dei rapporti storici con il Canavese, la popolazione locale parla anche il piemontese.

### Eventi
- 8 dicembre - Feuhta de la micóoula (festa della micoula), sagra del pane dolce tradizionale locale, definito P.A.T. dal 2011[18].

## Geografia antropica

### Frazioni
L'Adret, Barge, La Barmaz, Les Barrières, Biel, Le Bois-Vuillermoz, Bourche, Bren, Champcorcher, Le Chanton, Charvaz, La Clévaz, Closallaz, Le Col-de-Courtil, Cougnin, La Cournou, Courtalès, Courtil, La Croisettaz, Crou du Tor, Folliasses, Fontaney, Le Glairet, Le Gourbelu, Le Grand-Château, Grangettes, Les Grissettes, Les Grisses, La Guiaz, La Lientaz, Longue-Toise, Messec, Maison-Blanche, Le Nerey, Les Orfolliey, Parchet, Planas, Plan-Fiou, Plan-Palas, Plan-Priod, Pountoulet, Pourcil, Prarion, Préle, Le Pré-du-Roux, Le Raffor, Recours, Le Revers, Le Ronc, Les Roncs, Ronfiot, La Ruine, Serec, La Serre-de-Biel, Séville, Travelec, Le Chaté, Champagne-d'Hône, La Chantelou, Chapelle-Costaz, Les Valleilles, Vareynaz, Verfie, Vermy, Le Verney, Vers-les-Prés, Vers-Rionche.

## Infrastrutture e trasporti

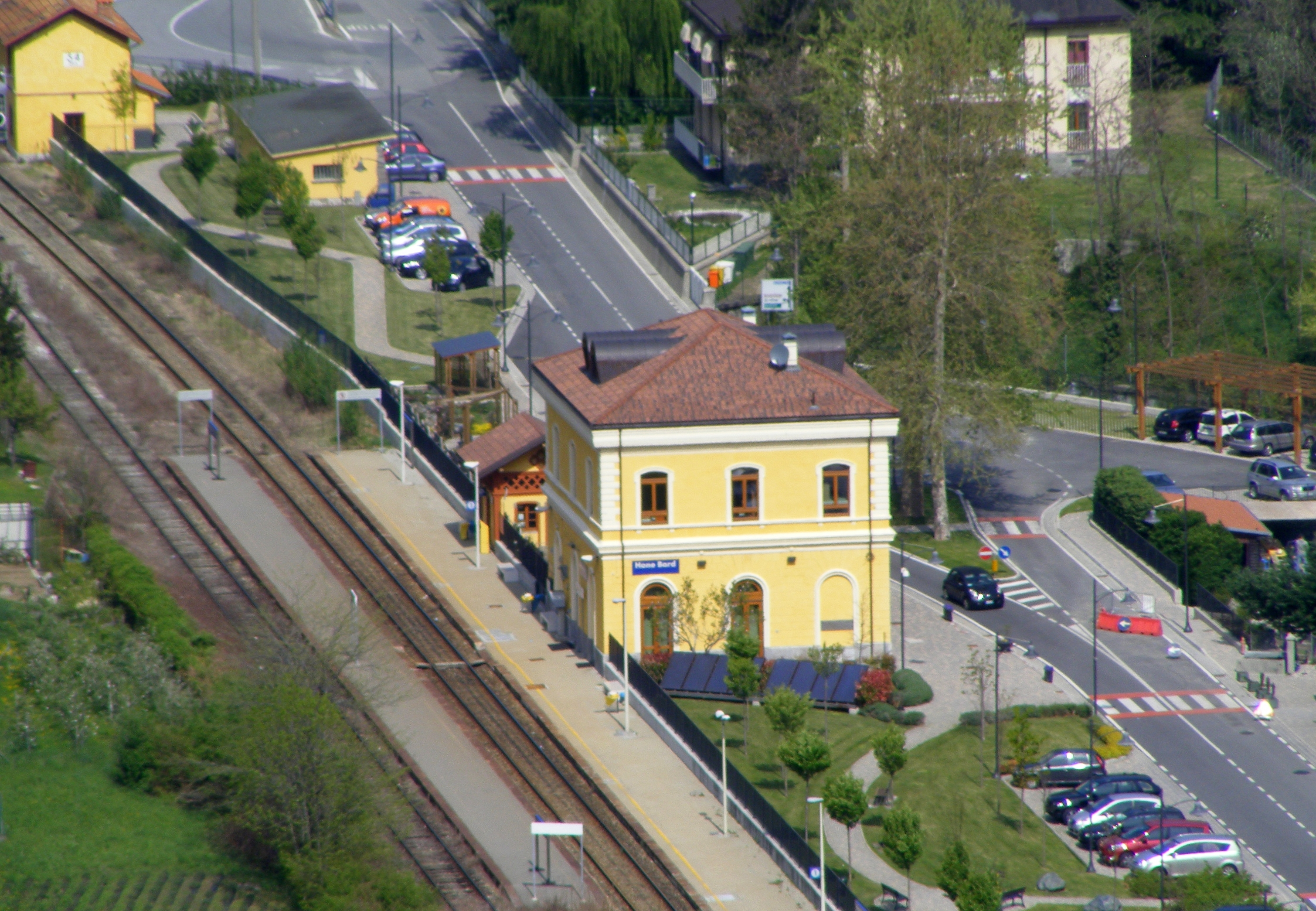
La stazione vista dal forte di Bard.

Il paese dispone di una propria stazione ferroviaria.

## Economia

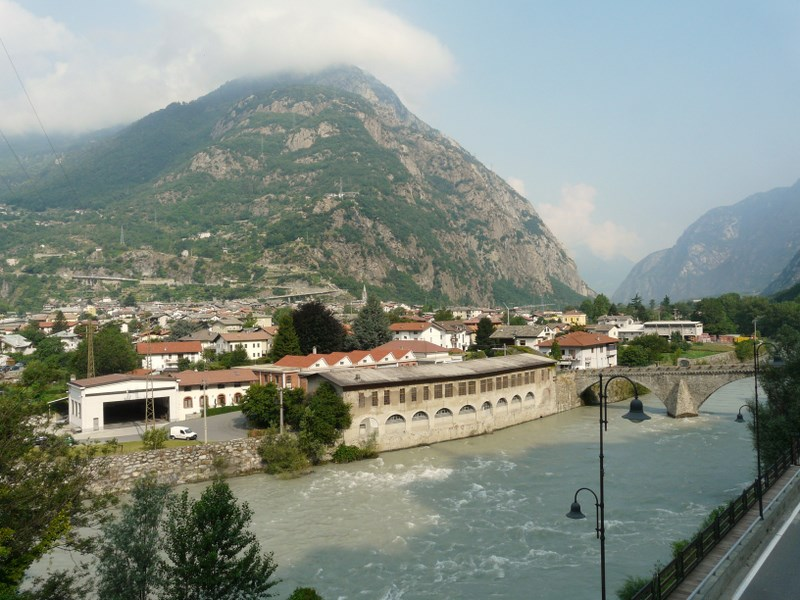
La storica zona industriale detta "La Diana".

Come in molti comuni valdostani anche nel comune di Hône si produce energia idroelettrica. La centrale idroelettrica di Hône 1 sfrutta le acque del fiume Dora Baltea,  la centrale idroelettrica di Hône 2 utilizza le acque dei torrenti Ayasse, La Bourneille, La Mandaz, Brenve e dei laghi Vercoche e Misérin. Entrambe sono in gestione alla CVA.
In passato, nella zona industriale "La Diana" sorgevano varie attività legate alla trasformazione dei metalli (si vedano le sezioni "Storia" e "Monumenti e luoghi d'interesse").

### Artigianato
Per quanto riguarda l'artigianato, importante è la lavorazione del legno finalizzata alla realizzazione di vari oggetti, tra i quali collari per il bestiame.

## Amministrazione
Fa parte dell'Unité des Communes valdôtaines Mont-Rose.

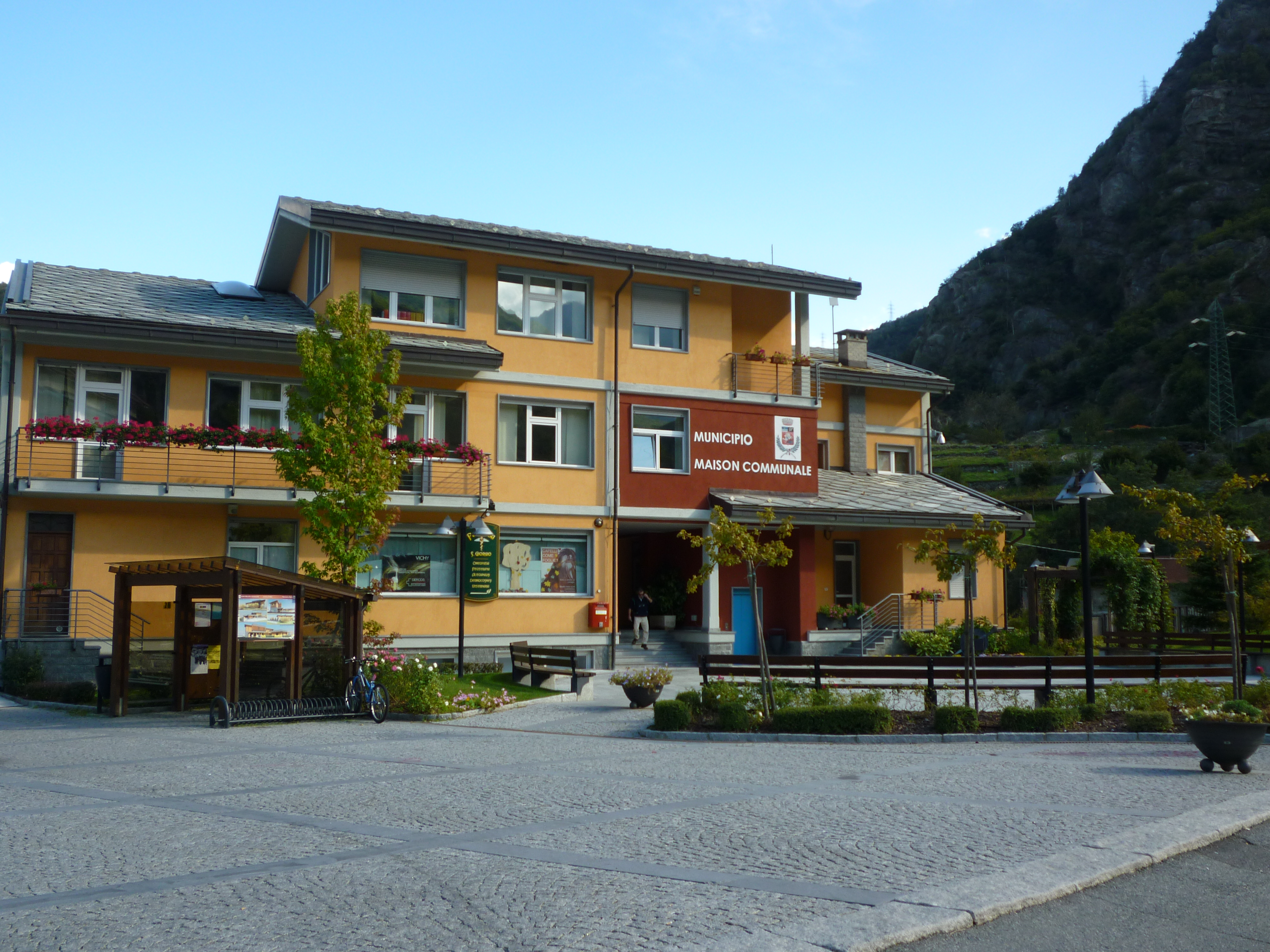
Il municipio di Hône, in piazza Jacob Gossweiler

Di seguito è presentata una tabella relativa alle amministrazioni che si sono succedute in questo comune.
| Periodo        | Periodo        | Primo cittadino  | Partito          | Carica  | Note   |
| -------------- | -------------- | ---------------- | ---------------- | ------- | ------ |
| 13 giugno 1985 | 15 maggio 1990 | Renato Praduroux | Union Valdôtaine | Sindaco | [ 22 ] |
| 15 maggio 1990 | 29 maggio 1995 | Renato Praduroux | Union Valdôtaine | Sindaco | [ 22 ] |
| 29 maggio 1995 | 29 giugno 1998 | Renato Praduroux | Union Valdôtaine | Sindaco | [ 22 ] |
| 29 giugno 1998 | 8 maggio 2000  | Luigi Bertschy   | Union Valdôtaine | Sindaco | [ 22 ] |
| 8 maggio 2000  | 9 maggio 2005  | Luigi Bertschy   | lista civica     | Sindaco | [ 22 ] |
| 9 maggio 2005  | 25 maggio 2010 | Luigi Bertschy   | lista civica     | Sindaco | [ 22 ] |
| 24 maggio 2010 | 3 luglio 2013  | Luigi Bertschy   | lista civica     | Sindaco | [ 22 ] |
| 4 luglio 2013  | 10 maggio 2015 | Alex Micheletto  |                  | Sindaco | [ 22 ] |
| 11 maggio 2015 | in carica      | Alex Micheletto  |                  | Sindaco | [ 22 ] |

### Gemellaggi
- Nora, dal 2008

## Sport
Dal 2013 Hône è rappresentata calcisticamente dalla società sovracomunale Pont Donnaz Hône Arnad Évançon (siglato PDHAE), che ha rilevato l'eredità di tre club preesistenti, tra i quali l'U.S.D. Hône-Arnad 2008, mai spintasi oltre le divisioni regionali. Il P.D.H.A.E. si è imposto ai vertici del calcio valdostano negli anni 2010-2020, conquistando quale maggior successo la partecipazione alla Serie D. Suo campo casalingo è lo stadio comunale di Montjovet; la società inoltre usufruisce del campo Saint-Grat di Hône.